# コンチータ
コンチータ（Conchita）とは、ショートドリンクに分類される、テキーラをベースとしたカクテルである。

## 標準的なレシピ
- テキーラ ： グレープフルーツ・ジュース ＝ 3：2
- レモン・ジュース ＝ 2dash

### 作り方
テキーラ、グレープフルーツ・ジュース、レモン・ジュースをシェークして、カクテル・グラス（容量75〜90ml程度）に注げば完成である。

### 備考
- グレープフルーツ・ジュースとレモン・ジュースは、それぞれ、その場でグレープフルーツとレモンを絞ったものを使用するのがベストであるが、市販のジュースを用いても良い。
- ここでのレモン・ジュースは、酸味を強くするために入れているだけなので、その分量は完全に飲む人の好みによる[1]。